# Limonium vulgare
Lavanda de mar, acelga salada, limonio marítimo, espantazorras (Limonium vulgare), planta herbácea perenne, de escaso porte (unos 30-70 cm), de la familia de las plumbagináceas, orden Plumbaginales.
Se la ha conocido como lavanda por la creencia en sus propiedades medicinales.

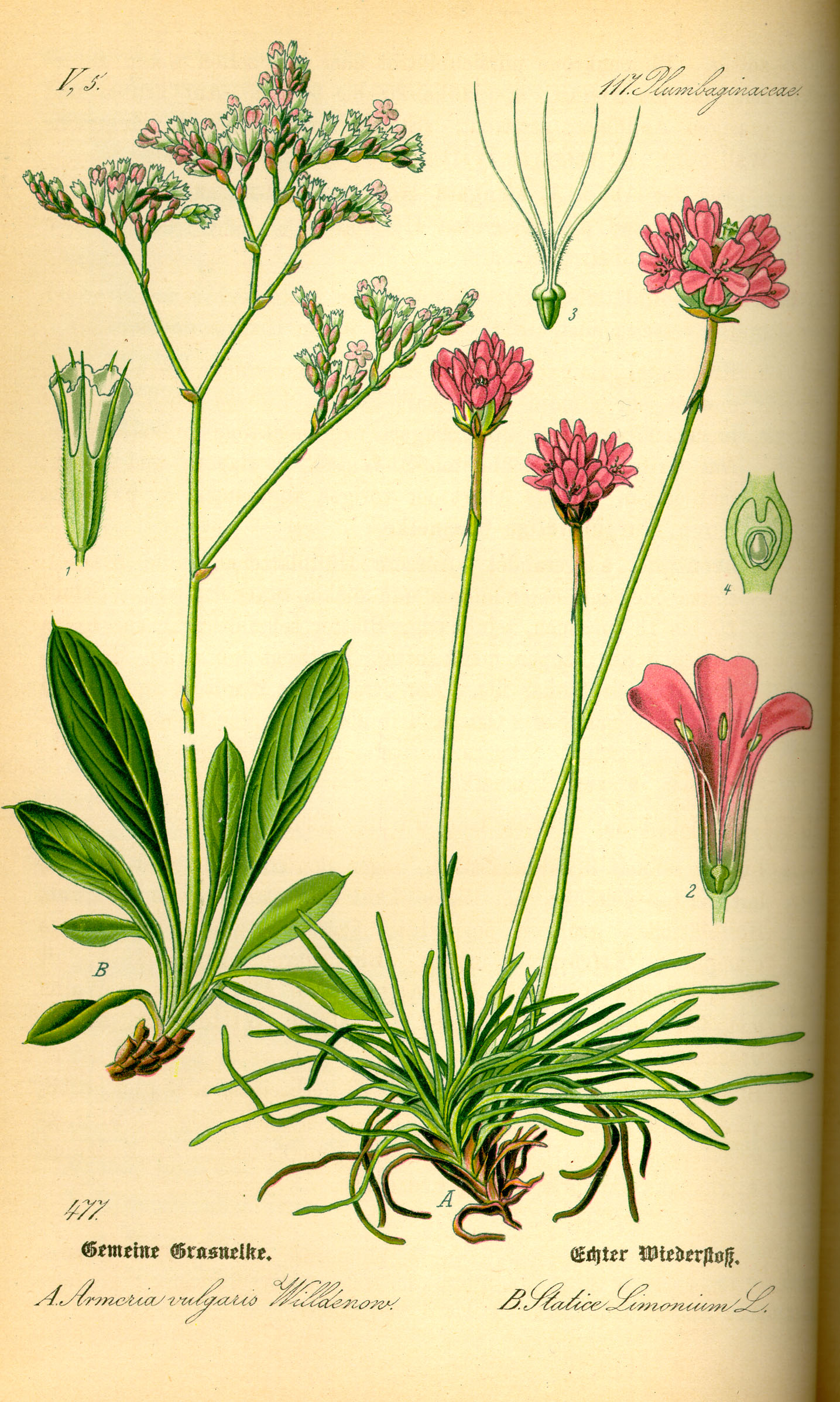
Ilustración

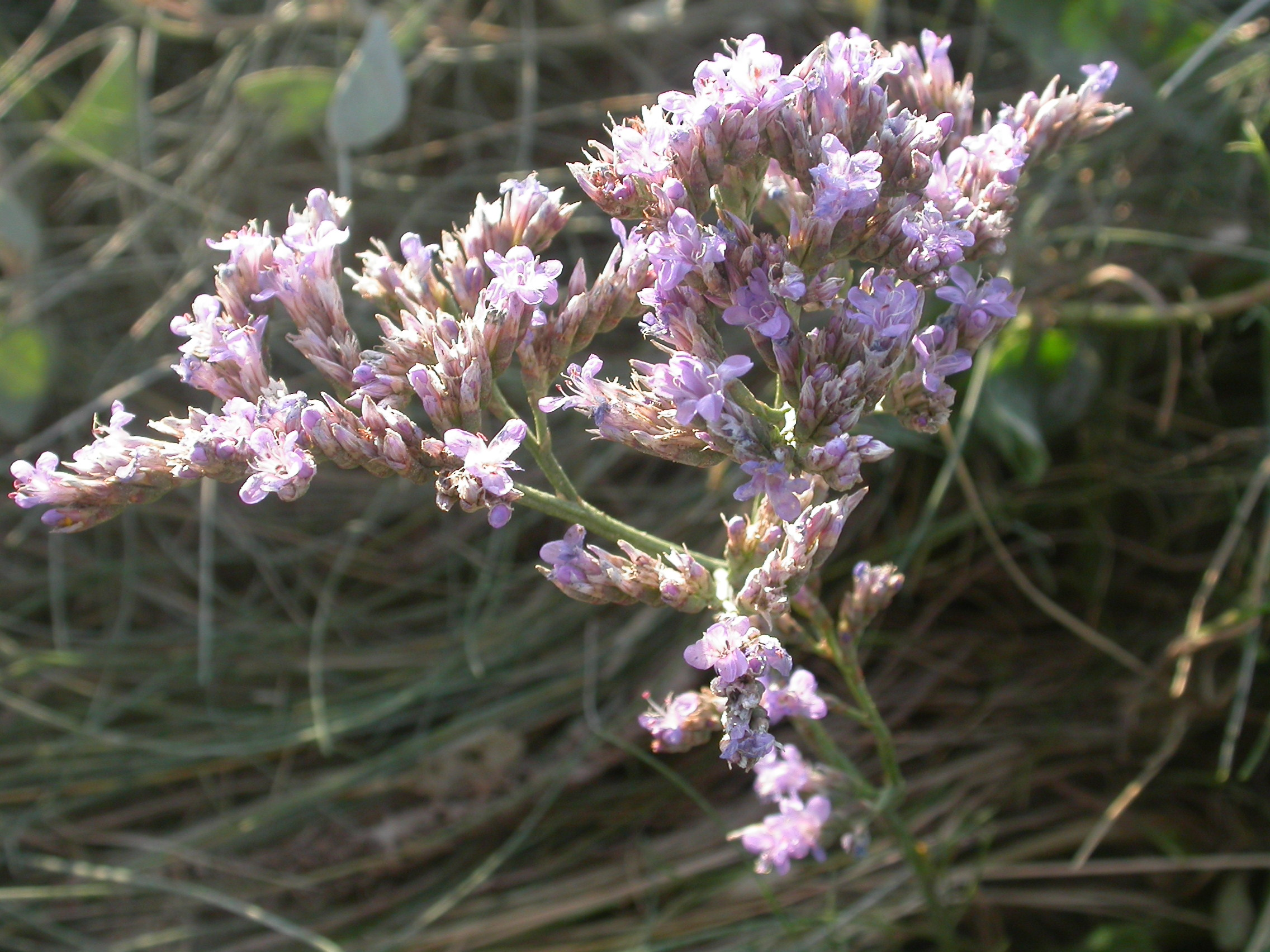
Inflorescencia

## Morfología
Presenta tallos erguidos, lampiños, de base leñosa; hojas basales anchas y largas, que forman una roseta alrededor del tallo, onduladas, de intenso color verde y brillante, de punta afilada. Flores hermafroditas, pequeñas, corola de 5 pétalos, libres, más largos que el Cáliz, de color entre el rosáceo y el violáceo o azul, formando inflorescencias en forma de espigas, muy ramificadas en su parte final. Cáliz tubuloso de poco más de 5 mm., piloso en la base, y con 5 dientes triangulares en el borde. La flor posee 5 estambres soldados a la base de los pétalos y un ovario unilocular con 5 estilos libres. Fruto formado por una sola cápsula con numerosas semillas.

## Vida y reproducción
Florece en verano hasta principios del otoño. Requiere humedad y abundante luz solar.

## Hábitat
Puede encontrarse en terrenos arenosos (planta psammófila), húmedos, salobres como las marismas (planta halófila). No tolera los suelos ricos en nitrógeno.

## Distribución
Costa atlántica de Europa hasta el sur de Suecia, región mediterránea, península ibérica.

## Usos
Planta que repele las polillas. Las raíces son descongestionantes y depurativas y Sirve para tratar hemorragias según la medicina popular. La raíz es fuente de taninos.

## Taxonomía
Limonium vulgare fue descrita por  Philip Miller y publicado en The Gardeners Dictionary: . . . eighth edition, en 1768.
Etimología
Limonium: nombre genérico que procede del griego leimon, que significa "pradera húmeda", aludiendo al hábitat de muchas de las especies del género.
vulgare: epíteto latino que significa "común".
Sinonimia
- Statice limonium L., 1753
- Statice pseudo-limonium Rchb, 1831
- Statice limonium var. pseudo-limonium Rchb, 1903
- Limonium vulgare ssp. pseudo-limonium Rchb, 1927
- Limonium serotinum sensu 1978[7]

## Nombres comunes
- colleja de Valencia, acelga silvestre, behén encarnado, behén rojo, espantazorras.[8]